# Bataille de Corrichie

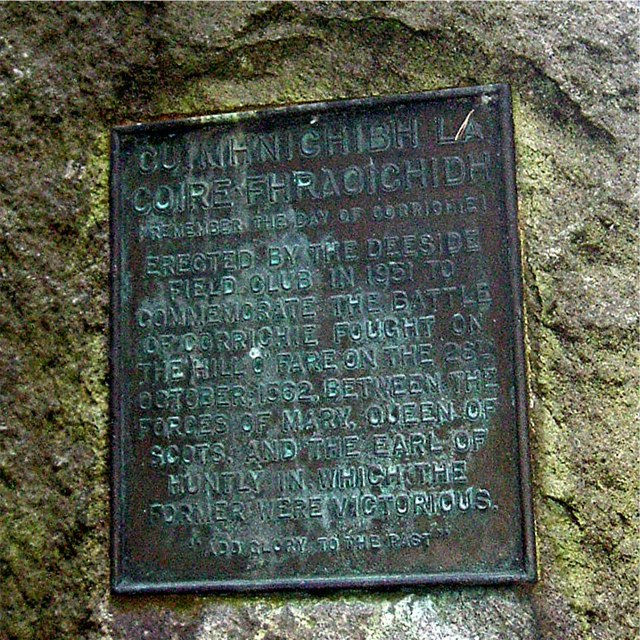
Plaque commémorant le site de la bataille de Corrichie

La bataille de Corrichie, également connue sous le nom de bataille de Corrichy, s'est déroulée vers Meikle Tap, près d'Aberdeen, en Écosse, le 28 octobre 1562. Elle opposa les forces de George Gordon, 4e comte de Huntly, chef du clan Gordon, aux forces de Marie, reine d'Écosse, placées sous les ordres de James Stuart, 1er comte de Moray.
Huntly avait dominé les Anglais vingt ans plus tôt à la bataille de Haddon Rig mais, à Corrichie, il est vaincu par les forces armées de la reine Marie et meurt vraisemblablement d'apoplexie après sa capture. Marie fait le déplacement en personne dans le nord de l'Écosse pour en finir avec le pouvoir des Gordon. Lors du combat, la tactique de combat à l'épée du clan Gordon s'avère impuissante face à l'organisation en « carrés de piquiers » que met en œuvre l'armée de Moray à Corrichie sur le modèle du carré d'infanterie.

## Contexte
George Buchanan, d'une façon un peu romancée, décrit assez précisément l'enchainement des événements de 1562 dans son Histoire de l'Écosse. Les faits sont également reportés par l'ambassadeur Thomas Randolph dans les rapports qu'il envoie régulièrement à William Cecil, ainsi que par John Knox dans son ouvrage « The history of the reformation of religion in Scotland ». Buchanan raconte que le comte de Huntly a été dépossédé des comtés de Moray et de Mar, par Marie, reine d'Écosse, qui les a offerts à son demi-frère James Stuart pour renforcer son autorité dans ses fonctions officielles. Furieux de cette spoliation de ces titres, qu'il considérait comme son héritage, Huntly ne songe plus qu'à se venger de son rival et le faire assassiner.  

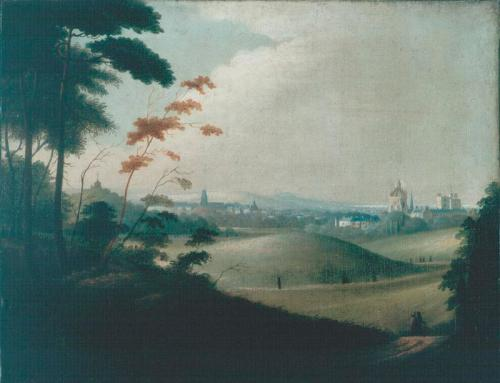
Old Aberdeen par William Mosman

Début août, Marie décide de partir visiter le nord de l'Écosse avec sa cour, une expédition d'au moins deux mois jusqu'à Inverness que Buchanan décrit comme « un terrible voyage, tant pour les chevaux que pour les hommes, le pays étant si pauvre et la nourriture si rare ». 
Le 27 août 1562, Marie et sa cour arrivent à Old Aberdeen où ils restent jusqu'au 1er septembre. Ils y rencontrent la comtesse et le comte de Huntly et partent ensuite avec celui-ci vers Balquhain et Rothiemay. Huntly invite la reine à faire halte à son château de Strathbogie, où il projette de faire assassiner Moray. 
Pendant le trajet, Marie exige d'Huntly qu'il lui livre son fils John, pour le remettre en prison au château de Stirling après qu'il s'est  évadé, le 25 juillet, d'une maison d'arrêt ou il avait été incarcéré le 28 juin pour avoir grièvement blessé James Ogilvy en duel. Mais Marie n'obtient pas satisfaction, soit parce qu'Huntly refuse obstinément de livrer son fils, soit parce que John lui-même refuse de retourner en prison malgré l'engagement pris par son père. La reine, furieuse, refuse alors de s'arrêter au château de Strathbogie et continue son chemin vers Rothiemay,.  

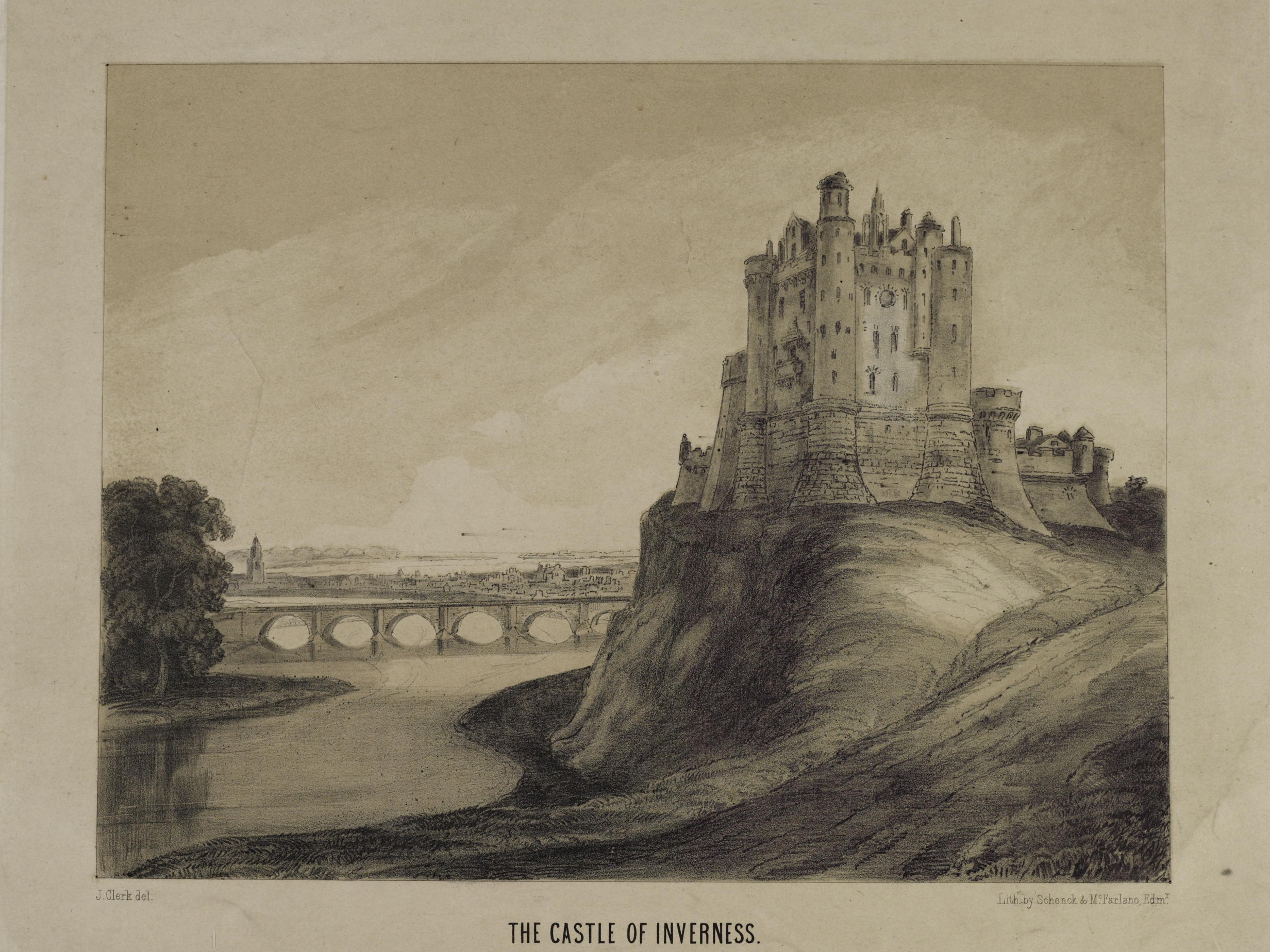
Le Château d'Inverness

Vers le 10 septembre, Marie et sa cour arrivent au château royal d'Inverness, mais le capitaine de la place refuse de les laisser entrer et ils se voient réduits à  loger en ville. Sommé de se rendre par la garde royale, le capitaine répond qu'il n'en fera rien sans un ordre de Huntly lui-même. Vu l'évolution de la situation, le clan Chattan déserte Huntly et rejoint la reine, bientôt suivi par la troupe de ce que Buchanan appelle les « anciens Écossais », avec notamment les Fraser et les Munros, les plus  braves parmi ces clans. Les troupes de la reine prennent alors facilement le château d'Inverness ; le capitaine de la place, Alexander Gordon, est pendu sur le pont de la ville et de nombreux membres de la garnison emprisonnés. Marie, furieuse envers Huntly décide de retourner à Aberdeen avec sa cour accompagnée d'une troupe en armes ; elle part quelques jours plus tard en direction du Palais de Spynie, demeure de l'évêque Moray. Huntly tente d'obtenir des renseignements sur les intentions de la reine via son cousin le comte de Sutherland (en), mais la correspondance de Sutherland est découverte et il est contraint de fuir en Flandre. Vers le 14 septembre, Randolph et Argyll, acceptent une invitation d'Huntly à Strathbogie où ils restent deux nuits ; Randolph indique que la bâtisse est « de loin, la mieux meublée de toutes les maisons que j'ai vues dans ce pays » et que l'état d'esprit de Huntly est « tel qu'il devrait être pour tout sujet soumis à son souverain ». 

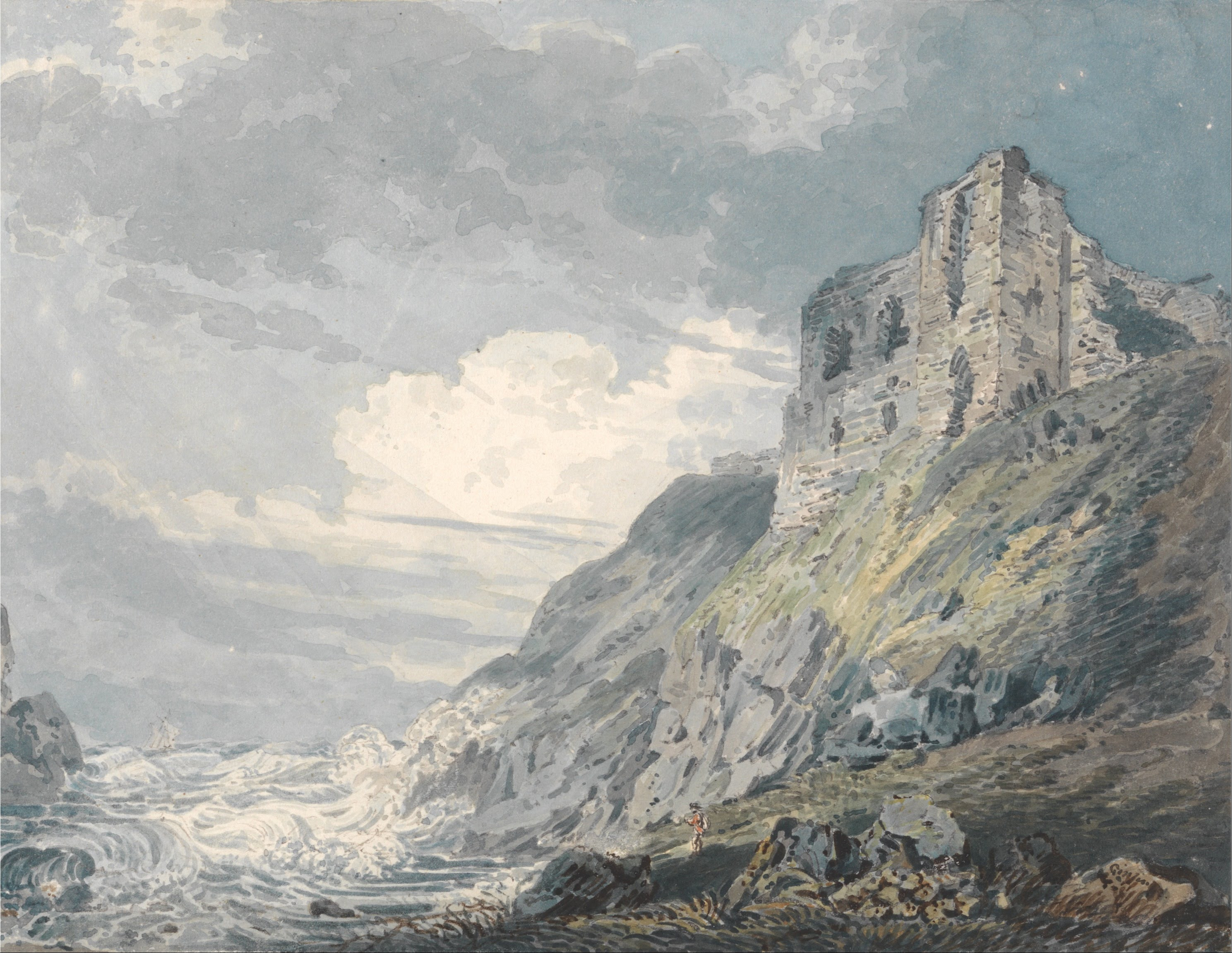
Château de Findlater

Quand il apprend ce qui s'est passé à Inverness, Huntly, conscient que la reine est décidée à se venger de lui, décide de rassembler une troupe de 1000 hommes en arme sous le commandement de son fils John et d'affronter les forces de Marie près du passage de la rivière Spey. La reine parvient alors à mobiliser plus de 3000 hommes et peut ainsi traverser la Spey sans être inquiétée. Elle se rend ensuite au château de Findlater, tenu par John Gordon, fils de Huntly, et exige sa reddition. Le capitaine du château refuse catégoriquement et la forteresse, adossée à la mer, ne peut être prise sans l'aide d'un canon, Marie poursuit alors sa route vers Aberdeen où elle arrive le 22 septembre 1562.
Le 25 septembre, Marie demande  au Capitaine Haye d'aller récupérer un canon qui se trouve à Strathbogie afin de pouvoir prendre le château de Findlater et une autre forteresse qui refuse de se rendre. Il revient avec un message déroutant de Huntly qui assure que non seulement les biens du royaume mais également son corps et ses biens propres sont à la disposition de sa majesté et qu'il sera le premier à risquer sa vie pour reprendre les places qui lui résistent si elle le lui demande. Maitland note que Huntly se déclare innocent des actes d'insoumission envers la reine et reporte la faute sur « la jeunesse et la folie de son fils ». Marie déclare au conseil qu'elle « n'en croit pas un mot ». 

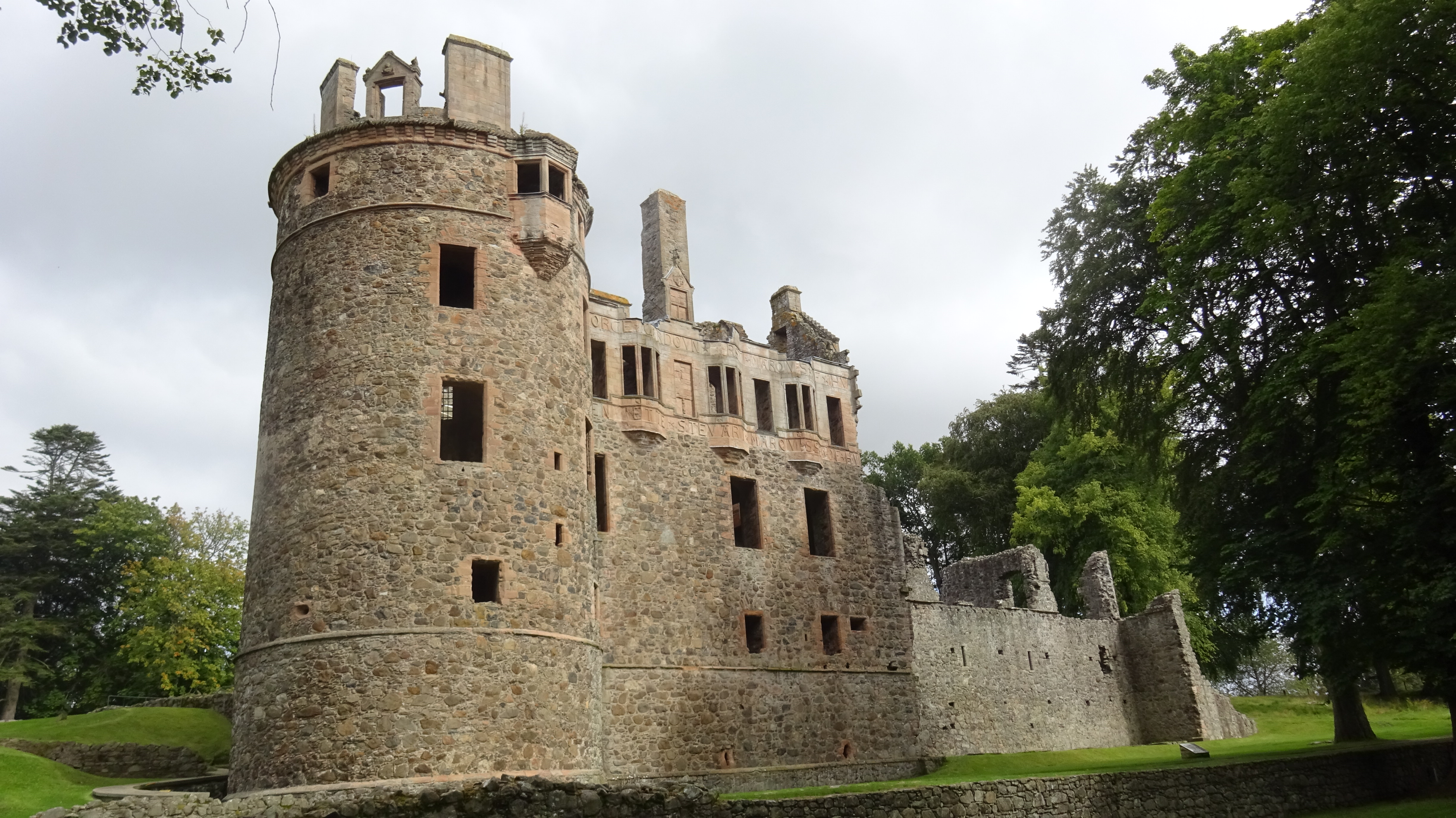
Château de Strathbogie

Début octobre 1562, Marie réunit une troupe de 160 soldats et décide d'appréhender Huntly qu'elle juge responsable des troubles dans le nord. Comme il ne dort jamais au même endroit par mesure de sécurité, la reine envoie chez lui William Kirkcaldy de Grange (en), en plein jour, avec une petite douzaine d'hommes pour ne pas éveiller sa méfiance. Ils sont suivis à distance d'une quarantaine de cavaliers pour prévenir toute tentative de fuite. Un garde posté dans la tour de Strathbogie aperçoit la troupe et donne l'alarme. Huntly s'enfuit alors aussitôt « sans bottes ni épée » en sautant un mur de pierres derrière lequel l'attend un cheval frais qui lui permet d'échapper à ses poursuivants. Dans le même temps, en signe de soumission, il fait envoyer les clefs de Findlater et d'Auchindoun (en) à la reine par son serviteur Thomas Keir, mais celle-ci refuse de les recevoir « d'un valet d'écurie » et déclare quelle a « prévu d'autres moyens pour ouvrir ces portes ». 
Le 11 octobre, le capitaine Alexander Stewart quitte Aberdeen pour prendre les forteresses des Gordon à la tête de 120 hommes. Pendant la nuit, ils sont attaqués par 150 cavaliers, menés par John Gordon, dans le village de Cullen prés de Findlater ; de nombreux soldats sont tués et les autres désarmés. Huntly est officiellement déclaré hors la loi et sommé de se rendre sous six jours avec son fils John Gordon mais il refuse de se soumettre et de céder le château de Strathborgie. La reine lève alors 200 hommes supplémentaire pour prendre la place de force et Huntly se retire dans les « hautes terres froides de Badenoch » où il est quasi-impossible d'acheminer des hommes et de l'artillerie en hiver, . 

## Déroulement

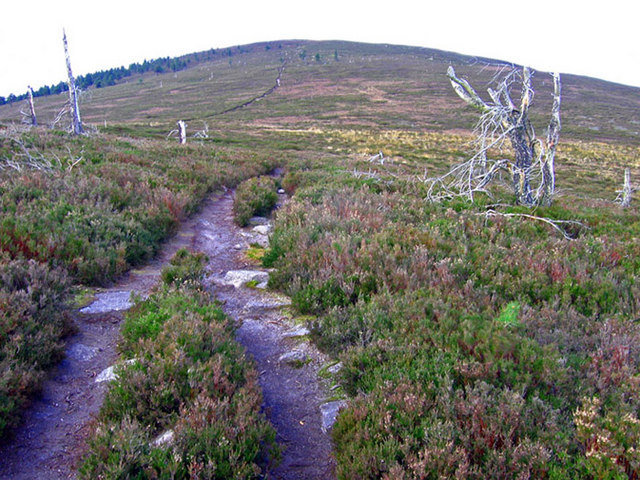
Meikle Tap, lieu de la bataille

Selon Thomas Randolph, Huntly se décide à marcher vers Aberdeen avec 700 hommes, fin octobre, avec l'intention de capturer la reine. Deux mille hommes menés par les comtes de Moray, Atholl, Lord Lindsay (en) et Morton encerclent son camp le 28 octobre 1562 mais Huntly est convaincu que la majorité d'entre eux sont ses amis. Le clan Gordon, désormais réduit à 300 combattants après les désertions de la nuit, campe sur une colline près du ruisseau de Corrichie, dans l'Aberdeenshire.  Le site est inaccessible à la cavalerie, mais des tirs d'arquebuse poussent les rebelles vers un terrain marécageux en contrebas où ils sont acculés par les cavaliers. L'armée de la reine attaque en premier mais son avant-garde bat rapidement en retraite, poursuivi par le clan Gordon. L'arrière garde, lances en avant, reçoit assaillants et fuyards de la même façon, obligeant ainsi ces derniers à reprendre le combat. 
Débordé par cette contre-attaque inattendue, Huntly se rend rapidement « ainsi que son fils John Gordon, le fauteur de tous ces troubles ». Environ 120 hommes du clan Gordon sont tués et une centaine d'autres capturés, dont John Gordon et son frère Adam qui n'a que 17 ans. L'armée de la reine ne subit aucune perte, bien que beaucoup de soldats soient blessés et que de nombreux chevaux soient tués. Huntly, qui n'est même pas blessé, est hissé sur un cheval pour être emmené à Aberdeen mais il tombe raide mort de son cheval sans avoir eu le temps de prononcer un seul mot. Son corps et ses deux fils sont ramenés en ville pour y être jugés.
George Buchanan explique que Huntly attendait l'armée de Moray dans « un endroit entouré de marais, presque inaccessible » et « fortifié par nature ». Il précise qu'une majeure partie des troupes de la reine était composée d'anciens partisans de Huntly, « plus susceptibles de mener les troupes de Moray à leur perte que de leur porter assistance à l'heure du danger ». Quand Moray arrive en vue des marais, des cavaliers partent sécuriser le pourtour du secteur pour prévenir toute tentative de fuite, la troupe régulière se met en ordre de bataille, en ligne serrée, et le reste est envoyé en avant, au contact de l'ennemi. Les troupes de Huntley foncent alors sur leurs assaillants et l'avant-garde de Moray, pas très motivée, bat en retraite. Les Gordon jettent alors leurs lances pour rattraper les fuyards, l'épée à la main, mais la deuxième ligne de piquiers reste fermement sur sa position lances en avant et maintient son organisation en Schiltron sans laisser les fugitifs pénétrer dans ses rangs. Les hommes de Huntly se brisent sur le mur de lances qui leur est opposé, incapables d'atteindre les troupes adverses, et font alors marche arrière vers les marais, poursuivis à leur tour par l'armée de la reine.

John Knox, dans son Histoire de la Réforme, précise que le comte de Huntly s'est levé tard le matin de la bataille. Il remarque que l'avant-garde de Moray est principalement composée de ses amis mais que la petite compagnie à flanc de colline (les piquiers de Moray) est à redouter. Knox indique que la position qu'occupe Huntly, appelée Corrichie Burn ou Fara Bank, est une pente au milieu des collines o'Fare. Après la déroute initiale de l'avant-garde, c'est sous l'impulsion de John Wishart de Pitarrow (en), du Maître de Lindsay (en) et du Tuteur de Pitcur (en) que le carré de piquiers avance au travers de l'avant-garde en retraite.

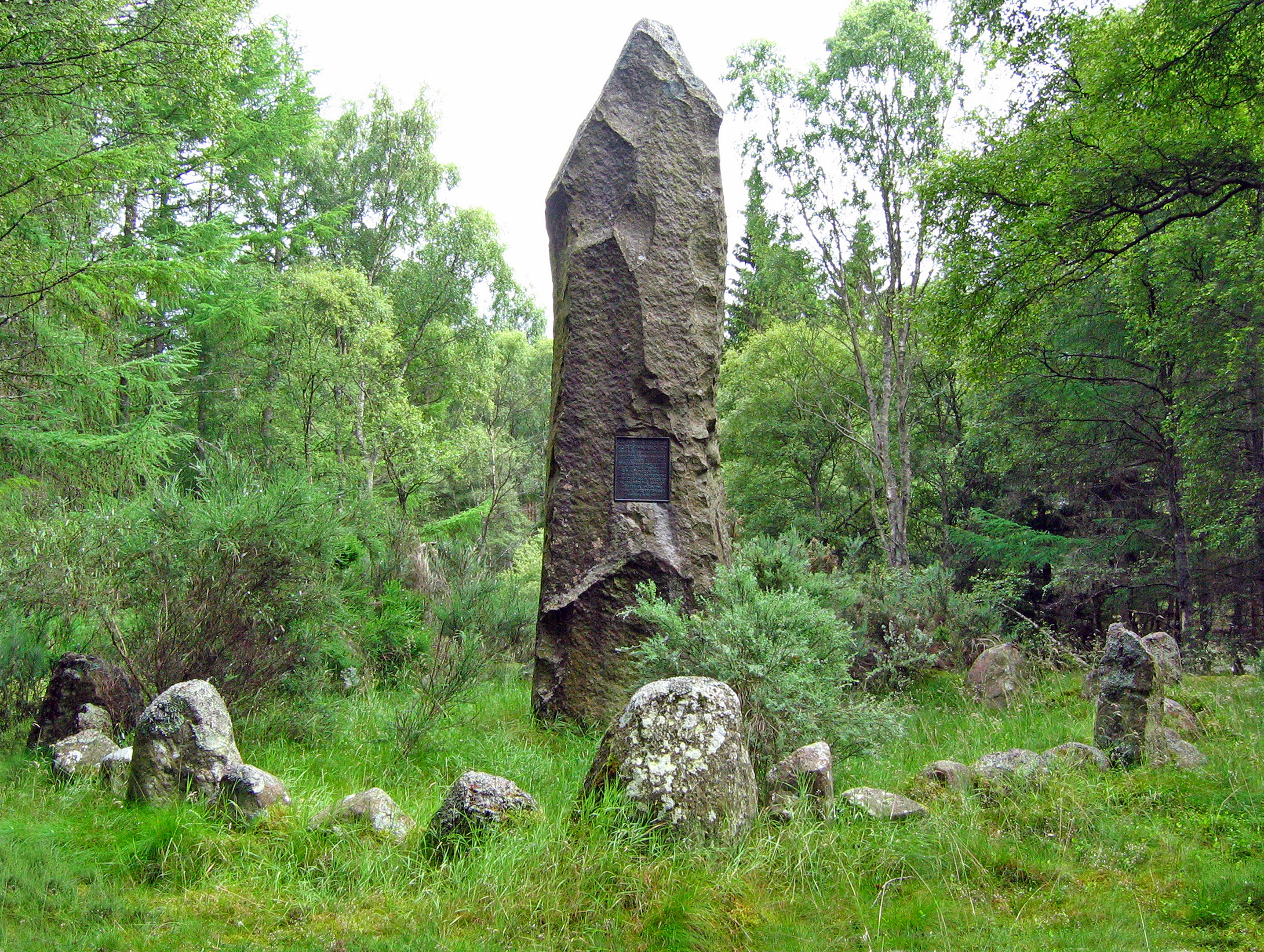
Monument en mémoire de la bataille de Corrichie

Alexander Lindsay, dans son ouvrage « Lives of the Lindsay », précise que l'avant-garde qui bat en retraite devant les hommes de Huntly est constituée principalement de gentilhommes locaux dont la reine a exigé le ralliement. Calderwood précise que les hommes de cet escadron attachent des brins de bruyère à leur bonnet pour bien montrer leur accointance envers leurs anciens alliés. Alexander Lindsay ajoute qu'ils jettent leurs armes et font demi-tour dès qu'ils sont à portée de flèches du camp Gordon ce qui, pour lui, est une véritable trahison. Pittarow et Patrick Lindsay ordonnent alors à leurs soldats mettre leurs lances en position de défense pour empêcher les fuyards d'approcher. Les hommes de Huntly sont repoussés de la même façon et contraints de se replier vers les marais puis de se rendre. 
Le lendemain, Lady Forbes passant près du cadavre de Huntly qui git sur les pierres froides, s'exclame en le voyant : « ici repose celui qui hier encore était considéré comme l'homme le plus sage, le plus riche et le plus puissant d'Écosse ».

## Conséquences

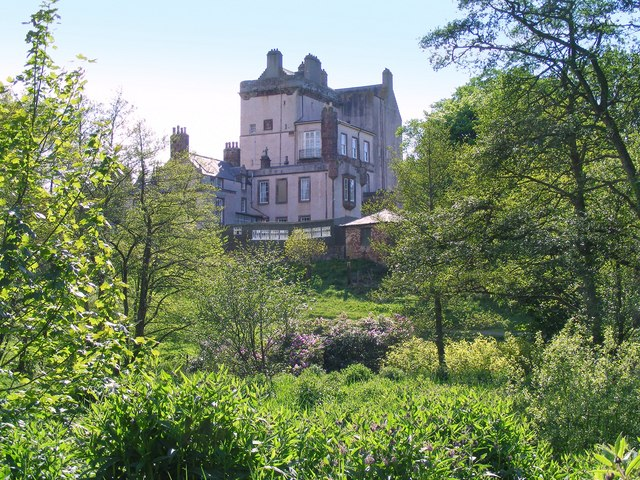
Château de Delgatie, où Marie, reine d'Écosse, séjourne après la bataille de Corrichie

Après la bataille, Sir John Gordon, fils aîné de Huntly, est emmené à Aberdeen où il est exécuté trois jours plus tard. Son jeune frère, Adam Gordon d'Auchindoun, également capturé à Corrichie, est épargné. Le groupe des comtes est épargné et emmené à Édimbourg pour y être jugé. Le 28 mai 1563 au Parlement d'Écosse, en présence de la reine Marie, Huntly, Sutherland et onze autres comtes et barons du nom de Gordon sont déchus de leurs titres et dignités. En 1565, la reine Marie restitue au clan Gordon les titres qui leur avaient été confisqués.
Le comte de Sutherland est invité à revenir en Écosse. Le comte de Bedford, gouverneur de Berwick-on-Tweed, envoie un corsaire appelé Wilson, qui porte des lettres de marque suédoises pour intercepter son navire, et le comte est emprisonné à Berwick car il est considéré comme un danger pour la politique anglaise en Écosse. Marie, reine d'Écosse, exige la libération du comte, qui souffrait de fièvres. Bedford écrit à Élizabeth Ire d'Angleterre en son nom. Le comte est libéré en février 1566 après avoir eu l'assurance qu'il était réconcilié avec le comte de Moray. À son retour, il épouse Marion Seton, fille de Lord Seton. Tous deux sont empoisonnés au château de Helmsdale par Isobel Sinclair et meurent au château de Dunrobin le 23 juin 1567.